# Илија Коловић
Илија Коловић (Самаила код Краљева, 5. август 1852 - Крагујевац, 17. фебруар 1915) био је српски лекар, народни посланик и сенатор.

## Биографија
Илија Коловић је рођен 5. августа 1852. године у селу Самаила код Краљева. Коловић је у Београду завршио гимназију, а потом је у истом граду студирао Филозофски факултет на Великој школи. По завршетку факултета, кратко је радио као наставник у гимназији. Његово даље образовање је прекинуло избијање Српско-турских ратова 1876. године. Током трајања ових ратова, све до 1878. године, Коловић је као санитетски потпоручник радио у болници у Бадовинцима на Дрини. То је био први од три рата у којима је Коловић учествовао. Након завршетка ратова Коловић је започео студије медицине у Паризу, које је завршио 1882. године. За успех који је постигао током студија медицине награђен је Златном медаљом Универзитета у Паризу.
Након завршетка студија и повратка у домовину, Илија Коловић је прво почео да ради у Краљеву као срески лекар. На овом положају је провео 10 година, а потом је 1892. године почео да ради у Крагујевцу као физикус Крагујевачког округа. На овом положају је остао све до смрти (са изузетком краћег периода када је због политичких разлога био премештен у Љубовију). Други рат у ком је учествовао био је рат са Бугарском 1885. године. Током осамдесетих година 19. века започео је и своју политичку каријеру. Био је члан Радикалне странке. Године 1888. био је постављен за краљевог посланика, а наредне године је био први пут изабран за народног посланика. Када је новим уставом из 1901. године био уведен Сенат, Илија Коловић је био међу изабраним сенаторима.
Мајски преврат није окончао Коловићеву политичку каријеру. Напротив, он је на свим изборима после 1903. године био биран за народног посланика. Био је биран за посланика прво за за Чачански округ, потом и за Крагујевачки, а до 1914. и за посланика града Крагујевца. У два наврата му је било нуђено и да постане државни саветник, али је он оба пута одбио ову понуду. Са друге стране, као лекар Коловић је истицао значај превентивне јавне здравствене службе, здравственог просвећивања, социјалне медицине и јавне хигијене. Био је један од иницијатора оснивања подружница Српског лекарског друштва у унутрашњости, заузимајући се за свестрано оспособљавање лекарског кадра. Захваљујући његовој иницијативи крагујевачки лекари су 1898. године основали Крагујевачки лекарски клуб. Коловић је био и члан управног одбора Крагујевачке задруге за кредит и штедњу.
Трећи и последњи рат у ком је Коловић узео учешћа био је Први светски рат. Током овог рата он је обављао дужност управника Четврте резервне војне болнице, носећи чин резервног санитетског мајора. Радећи у овој болници током епидемије пегавог тифуса, Коловић се заразио овом смртоносном болешћу. Преминуо је 17. фебруара 1915. године.
Илија Коловић је био носилац Ордена части, који му је доделио председник Француске. Био је одликован и Сребрном медаљом за заслуге у рату против Бугарске 1885. године.